# پیلار پلیسر
ماریا دل پیلار پلیسر لوپز د للرگو (زاده ۱۲ فوریه ۱۹۳۸ – درگذشته ۱۶ مه ۲۰۲۰) یک هنرپیشه اهل مکزیک بود. پیلار دختر وکیل سزار پلیسر سانچز و همسرش ماریا دل پیلار لوپز د لرگو بود که هر دو اهل تاباسکو بودند. در ۱۸ سالگی، پیلار در آکادمی رقص معاصر تحصیل کرد و توسط سکی سانو آموزش دید. پیلار بعداً رقص را رها کرد تا در دانشگاه ملی خودمختار مکزیک در رشته فلسفه تحصیل کند.
پلیسر در ۱۶ مه ۲۰۲۰ در سن ۸۲ سالگی در جریان همه‌گیری کووید-۱۹ در مکزیک بر اثر کووید-۱۹ درگذشت.

## فیلمشناسی
- مسیر مخفی (۱۹۸۶–۱۹۸۷) - یولاندا
- موچاچیتاس (۱۹۹۱) - مارتا سانچز-زونیگا د کانتو
- هوراکان (۱۹۹۷–۱۹۹۸) - آدا وارگاس لوگو
- پرایمر آمور… هزار در ساعت (۲۰۰۰–۲۰۰۱) - لا شونتا
- بدون گناه آبستن شده است (۲۰۰۱) - لولو د لا بارسنا
- نامادری (۲۰۰۵) - سونیا
- زنان قاتل (۲۰۱۰، قسمت: "کوتوچاها، زنان تاجر") - آمپارو کوئزادا
- پیروزی عشق (۲۰۱۰–۲۰۱۱) - اوا گرز
- به قول معروف (۲۰۱۲–۲۰۱۳) - دالیا / گرترودیس
- گربه ولگرد (۲۰۱۴) - خانم ریتا اولیا پرز